# Koreanska
Koreanska är ett språk som talas av 78 miljoner människor, som officiellt språk i Nord- och Sydkorea, men även av minoriteter i nordöstra Kina, Japan, de centralasiatiska republikerna, i Ryssland och i USA (se även koreaner).

## Ursprung
Koreanskan tillhör den koreaniska språkfamiljen, som utöver koreanskan omfattar jeju, som talas på Jeju.

## Ljudlära
Ljudsystemet innehåller sju vokaler:ㅏ (a), ㅓ (eo), ㅐ (ae), ㅔ (e), ㅣ (i), ㅗ (o), ㅜ (u), ㅡ (eu), flera diftonger med börjande eller slutande i, klusilerna ㅂ (b), ㄷ (d), ㄱ (g) affrikatorna ㅊ (ch (tj)) och ㅈ (j (dj)), frikativorna         ㅅ (s), ㄴ (n), ㅁ (m) samt ㄹ (r/l). Skrivtecken för ljuden f och v finns inte.   

## Grammatik
Grammatiskt genus och artikel saknas. Substantivens böjning sker med sex olika kasussuffix för ackusativ, genitiv, dativ, ablativ, instrumentalis och lokativ. Genitivändelsen är -eui och pluraländelsen är -deul. Ex.: nara-eui, ’rike(t)-s’, nara-deul-eui, ’riken(a)-s’. Dock kan såväl plural- som kasusändelse jämte ”determinativet” saknas, om sammanhanget tydligt anger meningen.
Adjektivet är oföränderligt och föregår sitt substantiv, till exempel keun jip, ’stort hus’, keun jip-deul-eui, ’de stora husens’. De inhemska räkneorden, grundade på dekadsystemet, går inte längre än till 99. För tal över 99 används det sinokoreanska siffersystemet.
Personliga och demonstrativa pronomina har samma plural- och kasusändelser som substantivet, till exempel geu, ’han’, geu-deul, ’de’, geu-deul-eui, ’deras’. Possessiv form uttrycks med genitiv av personliga pronomen. Relativ form saknas och istället finns verbets gerundier.
Liksom i japanskan och manchuiskan saknar verbet all egentlig personböjning, men har ett rikt utvecklat tempussystem. Ingen annan form finns än aktiv, och av modus finns bara indikativ, infinitiv) och imperativ. Infinitiv betecknas genom suffixet -da, till exempel ga-da, ’gå’, meog-da, ’äta’, imperativ genom ga-ra, 1. pers plur. -ja, till exempel ga-ja, ’låt oss gå!’.
Huvudtempusen, presens, preteritum, futurum, inskjuter sina stamtecken mellan roten och suffixet -da, till exempel ga-n-da, ’går’, meok-neun-da, ’äter’, meok-gett-da, ’ska äta’.
Övriga tempus som pluskvamperfekt, konditionalis, bildas av huvudtempusens stammar med tillägget -att eller -eott innan slutsuffixet, till exempel meok-eott-da, ’har ätit’.
Gerundierna utgörs av de rena tempusstammarna. Av alla verbformer finns dessutom en mängd egendomliga modifikationer alltefter den tilltalades högre eller lägre rang. Vid satsbildningen går det styrda ordet före det styrande, och ordföljden är: subjekt, objekt, verb.

## Skriftsystem

En sida från Hunmin Jeongeum Haerye, i vilken principerna för hangul först förklarades.

Koreanska skrevs ursprungligen med kinesiska tecken, vilka kallas för hanja. Nu skriver man med en unik alfabetisk skrift hangul som är alfabetisk och fonetisk. Hangul skapades på 1400-talet av Sejong den store, den fjärde kungen av Joseon. I Sydkorea translittereras skriftens namn som hangeul, och den var från början tänkt att blandas med hanja. I Nordkorea använder man enbart hangul (där kallat chosŏn'gŭl). I Sydkorea finns det dock tecken på att studierna och användandet av hanja är på frammarsch i takt med landets stegrande handelsutbyte med Kina.
Vid translitterering av koreanska till latinska alfabetet (latinisering, romanisering) används flera olika system. I Nordkorea används officiellt McCune-Reischauersystemet och i Sydkorea används officiellt den  reviderade romaniseringen.
| Svenska | Koreanska (hangul) | McCune-Reischauer | Reviderad romanisering |
| ------- | ------------------ | ----------------- | ---------------------- |
| kök     | 부엌               | puŏk              | bueok                  |
| bokstav | 글자               | kŭlcha            | geulja                 |

## Att studera koreanska
För personer som har engelska som modersmål anses koreanska generellt vara ett av de svåraste främmande språken att lära sig, trots att det är relativt lätt att lära sig hangul. Jämfört med andra asiatiska språk är koreanska relativt lätt att lära sig. Defense Language Institute of the United States listar koreanska som ett kategori IV-språk, tillsammans med japanska, kinesiska (mandarin och kantonesiska) och arabiska, vilket kräver 64 veckors undervisning (jämfört med endast 26 veckor för kategori I-språk som italienska, franska och spanska) för att föra en engelsktalande student till en begränsad arbetskunskapsnivå där han eller hon har "tillräcklig kapacitet för att tillgodose dagliga sociala behov och begränsade jobbkrav" och "kan förstå språkets detaljer" och "kan förväntas kunna använda språket för att uppfylla kraven i jobbet tid". På samma sätt kategoriserar School of Language Studies vid Foreign Service Institute koreanska som kategori IV, den högsta svårighetsgraden.

### Testning
Det finns två allmänt använda test för koreanska som främmande språk: Korean Language Proficiency Test (KLPT) och Test of Korean Proficiency (TOPIK). Korean Language Proficiency Test, ett prov som syftar till att bedöma kunskaper i koreanska språket hos personer som inte har koreanska som modersmål, inrättades 1997; 17 000 personer ansökte om att få göra provet 2005. TOPIC sändes första gången 1997 och lyssnades av 2274 personer. Sedan dess har det totala antalet personer som har tagit TOPIK överskridit 1 miljon, med mer än 150000 kandidater som tog testet 2012. TOPIK hålls i 45 regioner i Sydkorea och 72 länder utanför Sydkorea, med en betydande del i Japan och Nordamerika, vilket tyder på att TOPIK:s målgrupp fortfarande mestadels är utlänningar av koreansk härkomst.